# 地安門
39°56′00″N 116°23′47″E / 39.9334188°N 116.3962913°E

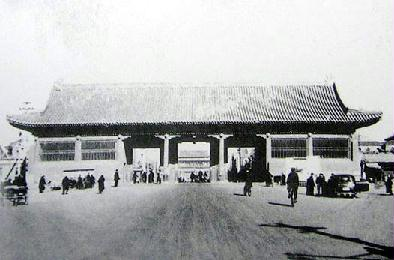
地安門

地安门，俗称后门，是北京中轴线上的标志性建筑之一，明清皇城北门，位于皇城北垣正中，景山以北，鼓楼以南。1954年拆除。

## 简介
地安门始建于明永乐十八年（1420年），原名北安门。清顺治八年（1651年）改北安门为地安门。顺治九年（1652年）重修。整体建筑为宫门式砖木结构，面阔七间，中央三间为通道，左右各两间作为值房，其规制与西安门完全相同。
中华民国期间，为便利交通，1913年、1923年将地安门东西两侧的皇城墙拆除。中华人民共和国初期，1954年底至1955年2月，以整治道路交通为由拆除地安门及雁翅楼。
1955年，有些社会名流对拆除地安门存有质疑，有关部门遂将地安门拆除所得的门窗、柱子、过梁、柁、檩等构件编号造册，连同砖石及琉璃瓦等构件运往天坛，计划在天坛内北侧原样复建地安门及雁翅楼。但是后来因为天坛内发生火灾，堆放的地安门及雁翅楼木质建筑构件全部被烧毁，复建地安门和雁翅楼的计划遂终止实施。拆除所得的建筑材料后来用于修建天坛北门。
2004年，北京市政协委员王灿炽正式向北京市政协提出了关于复建地安门的提案。2005年，多位文史学家提议复建地安门及雁翅楼。2011年，北京市文物局启动中轴线文物保护工程，计划修复地安门雁翅楼，但没有动工。2012年，北京市启动“名城标志性历史建筑恢复工程”，地安门雁翅楼复建工程是其中的一项。2013年5月16日，地安门雁翅楼復建工程啟動。2014年8月，地安门雁翅楼主体工程已完工，拟于同年“十一”前完工。

## 雁翅楼
地安门内的地安门内大街东、西两侧原来各建有雁翅楼一座。两楼東西對稱，與地安門同時興建，原为内务府满、蒙、汉上三旗公署，功能是皇城後衛哨所。1924年溥仪被逐出紫禁城，部分太监曾在雁翅楼暂时居住。两楼均为磚混建築，頂覆黃琉璃瓦，面阔各为十五間，每座樓的占地面積約为300平方米，北端分别靠近地安門东西兩側。1954年，两楼随地安门同时拆除。
2013年至2014年，进行了地安门雁翅楼復建工程。由于此前地安门已经拆除、市政道路修建及扩建等影响，新建雁翅楼的建筑风貌与原雁翅楼无法全部相同，仅能够在原建筑遗址上东侧楼从南往北恢复4间、西侧楼从南往北恢复10间。为和原雁翅楼加以区别，设计方案中将部分原歇山顶屋面改为悬山顶屋面，采取断头处理，设标志牌进行说明。
复建后的雁翅楼，东楼4间、西楼10间。总建筑面积1041平方米，每间房长4.66米，面积大约30平方米。建筑外观主体为红色。顶部采用黑火布瓦（古建筑中的小青瓦，一般用于庙宇、殿堂等等），瓦下采用压五墨绘制有牡丹、祥云等图案。雁翅楼每间房的正面由格子窗相连。楼内以乳黄色为主。截至2014年8月，各间房之间仅有柱子，相互连通，尚未独立成房。两座雁翅楼前各有一个长度大约为两个10间房的院子，将雁翅楼包围。

## 流行文化
陈升《北京一夜》：陈升在酒醉后游走地安门的灵感之作，讲述地安门在汉匈战争时期凄美的爱情故事。

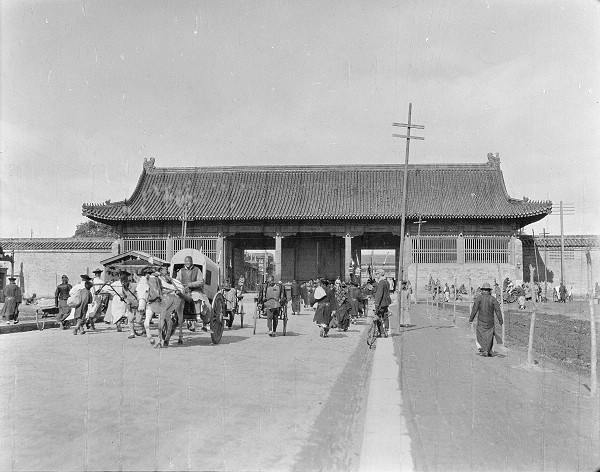
1917年至1919年间的地安门
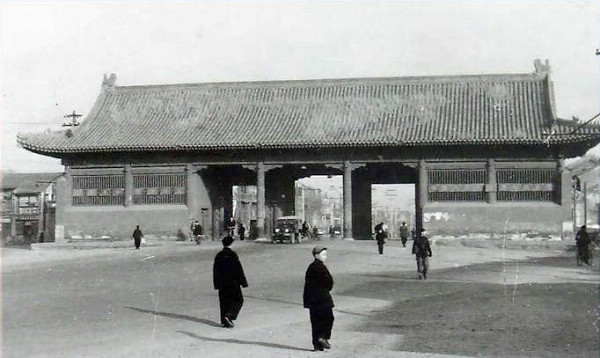
1950年代的地安门